# Austropusilla profundis
Austropusilla profundis é uma espécie de gastrópode do gênero Austropusilla, pertencente a família Raphitomidae.